# Türkiz jégmadár
A türkiz jégmadár (Alcedo coerulescens) a madarak osztályának szalakótaalakúak (Coraciiformes) rendjébe és a jégmadárfélék (Alcedinidae) családjába tartozó faj.

## Rendszerezése
A fajt Louis Pierre Vieillot francia ornitológus írta le 1818-ban.

## Előfordulása
Indonézia területén honos, ahol előfordul Bali, Jáva, a Kangean-szigetek, Lombok, Sumbawa és Szumátra szigeteken. Természetes élőhelyei a szubtrópusi és trópusi mangroveerdők, patakok, csatornák, tavak, mocsarak, árapály torkolatok és halastavak környékén.

## Megjelenése
Testhossza 13 centiméter, testtömege 13-18 gramm.

## Életmódja
Vízi rovarokkal, rákfélékkel és kisebb halakkal táplálkozik.

## Természetvédelmi helyzete
Az elterjedési területe nagyon nagy, egyedszáma pedig stabil. A Természetvédelmi Világszövetség Vörös listáján nem fenyegetett fajként szerepel.